# Famille de Menten de Horne
Cette page explique l’histoire ou répertorie les différents membres de la famille de Menten de Horne.
La famille de Menten de Horne est une ancienne famille noble originaire de Saint-Trond (Principauté de Liège) remontant à la fin du XVe siècle. Elle a donné de nombreux magistrats à la ville de Saint-Trond entre les XVIIe et XIXe siècles.

## Origines
Jean Menten est le plus lointain ancêtre connu de la famille de Menten de Horne. Il était mayeur de la cour de l'abbaye de Mielen et bourgmestre de Saint-Trond. Un acte de 1497 atteste l'achat par Jean Menten de la moitié de la cour censale de Horpmael.

## Héraldique

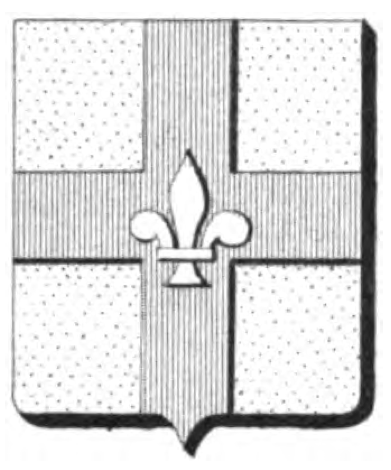

Une ancienne famille Menten avait eu un membre qui avait été fait chevalier par l'empereur Wenceslas au XIVe siècle. Cette famille portait d'or à la croix de gueules, chargée d'une fleur de lys en abîme.[réf. nécessaire]

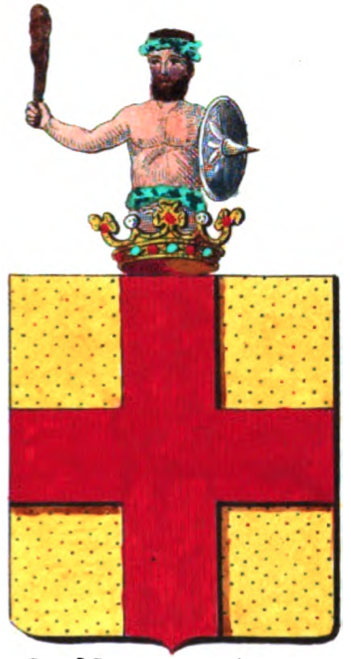

La famille actuelle de Menten de Horne porte les mêmes armes (déchargées de la fleur de Lys) en souvenir de cette ancienne famille. Cependant, aucun lien entre ces deux familles n'a, pour l'heure, pu encore être prouvé.
La branche éteinte de Menten de Horne de Longchamps portait : écartelé: aux 1 et 4, d'or, à la croix de gueules (Menten); aux 2 et 3, de Looz-Corswarem qui est contre-écartelé: a. et d. burelé d'or et de gueules (Looz); b. et c. d'or à deux fasces de sable (Diest), et sur le tout de ces quartiers d'hermine à deux fasces de gueules (Corswarem). Tenants: à dextre un sauvage de carnation, ceint et couronné de lierre, armé d'une massue, à senestre un lévrier d'argent, colleté et bouclé d'or, bordé de gueules, tenant une bannière burelée d'or et de gueules (Looz), frangée d'or, la lance du même.[réf. nécessaire]

## Diplômes de noblesse
Le chevalier Léon-François de Menten (1752-1822) reçut reconnaissance de noblesse et du titre de chevalier par arrêté royal du 14 août 1823. Son arrière-petit-fils fut créé baron en 1871, titre transmissible à toute sa descendance. Les autres descendants du chevalier Léon-François de Menten portent le titre de chevalier. Une branche éteinte reçut reconnaissance de noblesse en 1816 et, en 1823, concession du titre de baron.

## Personnalités
- Jean Menten : mayeur de la cour de l'abbaye de Mielen, bourgmestre de Saint-Trond.
- Henri Menten († 1570) : échevin de Saint-Trond.
- Jean Menten : échevin de Vliermael.
- Arnold Menten : mayeur de Saint-Trond
- Pierre Menten : bourgmestre de Saint-Trond.
- Sébastien Menten : échevin de Saint-Trond.
- Jean Menten († 1561) : échevin de Saint-Trond.
- Henri Menten († 1618) : bourgmestre de Tongres.
- Gérard Menten (1617-1665) : échevin de Tongres.
- Jean Menten (1619-1684) : secrétaire de la ville de Tongres.
- Henri de Menten (1648-1716) : capitaine de cavalerie au service de la France, bourgmestre de Tongres et gouverneur de Binche.
- Henry de Menten de Horne (1896-1988) : volontaire de guerre en 1915, cavalier, décoré du trophée national du Mérite sportif.  Châtelain de Vieux-Waleffe.
- Germaine de Menten de Horne (1903-1998) : résistante, capitaine ARA.
- Ghislaine de Menten de Horne (1908-1995) : peintre, graveur et résistante, capitaine ARA[4].
- Eric de Menten de Horne (1914-1943) : résistant (mort fusillé), lieutenant ARA.

## Les Menten pendant la Seconde Guerre mondiale
Pendant la Seconde Guerre mondiale, les milieux aristocratiques belges faisaient couramment partie de la résistance. Eric de Menten de Horne (1914-1943) y fut très actif, de même que son frère Georges (1913-1944) qui a combattu dans la RAF.
En février 1943, le groupe est découvert par les services de renseignements allemands. Beaucoup de jeunes nobles tels que les barons Philippe Jean Greindl et Philippe Snoy furent surpris. Eric est emprisonné et condamné à mort par la cour martiale, il est fusillé au Tir national de Schaerbeek, le 20 octobre. Il écrira une lettre dans laquelle il propose de mourir "pour la Belgique, le roi et la liberté…". Il sera reconnu lieutenant ARA à titre posthume.
Le 2 janvier 1944, Georges décède au retour d'un raid aérien en Allemagne alors qu'il est en approche du terrain d'aviation. 
C'est ainsi qu'Armand de Menten (1881-1946) perdra ses deux fils en moins d'un an.
Lors d'une messe commémorative, la Brabançonne sera jouée discrètement.
Mais les Allemands, ayant trouvé que le volume sonore de cette dernière était trop élevé, feront arrêter conjointement le curé, Armand ainsi que certains sympathisants.
Après la guerre, le chevalier de 63 ans ne résistera pas à son expérience en prison qui l'a laissé gravement malade, il meurt en 1946 à Bonsecours.
Les Menten ont participé à plusieurs offensives contre la puissance occupante, y compris la bataille des Ardennes (1944), au cours de laquelle ils ont transporté des explosifs pour la Résistance, avec les équipements de transmission de la ligne de front. Germaine de Menten de Horne et Ghislaine de Menten de Horne seront reconnues toutes deux capitaines ARA (agent du Service de Renseignement et d'Action) pour leur action tout au long de la guerre.
La place des chevaliers de Menten de Horne sera érigée en leur honneur à Saint-Trond.[réf. nécessaire]